# Шевчук, Юлия Владимировна
Юлия Владимировна Шевчук (укр. Юлія Володимирівна Шевчук, 25 июня 1998, Киверцы) — украинская футболистка, полузащитник харьковского клуба «Жилстрой-1» и сборной Украины.

## Клубная карьера
Юлия Шевчук родилась в Киверцах. Занималась футболом в женском футбольном клубе «Освита-Волынянка» с Маневичей. С 2013 года принимала участие в матчах сборной Украины до 17 лет. В 2014 году перешла в состав костопольской «Родыны-Лицей», цвета которой защищала в течение двух сезонов.
С 2016 года — игрок харьковского клуба «Жилстрой-1». В еврокубках дебютировала 23 августа того же года в матче отборочного раунда Лиги чемпионов против клуба РФШ.

## Карьера в сборной
19 октября 2016 года дебютировала в составе национальной сборной Украины, заменив на 61-й минуте Тамилу Химич в товарищеском матче со сборной Венгрии. В официальных турнирах по состоянию на февраль 2021 года за сборную не играла.

## Достижения
- Чемпионка Украины: 2018, 2019
- Серебряный призёр чемпионата Украины: 2016, 2017, 2020